# Лалапаша
Лалапаша (тур. Lalapaşa) — город и район в провинции Эдирне (Турция).
Район назван в честь Лала Шахин-паши, наставника султана Мурада I, который завоевал эти места в 1361 году.

## Экономика
Экономика района полностью базируется на сельском хозяйстве. Здесь выращивается пшеница, ячмень, подсолнечник, разводится крупный рогатый скот.